# 61.º Regimiento de Instrucción Aérea
El 61.º Regimiento de Instrucción Aérea (61. Flieger-Ausbildungs-Regiment) unidad militar de la Luftwaffe de la Alemania nazi.

## Historia
Formada el 1 de abril de 1939 en Oschatz desde el 61.º Batallón de Reemplazo Aéreo con:
- Cuartel General
- Batallón de Instrucción desde el 61.º Batallón de Reemplazo Aéreo.
- Escuela Elemental de Vuelo (61.º Regimiento de Instrucción Aérea) desde la Escuela Mixta Experimental Superior Oschatz.

El II Batallón de Instrucción fue formado en 1940, mientras la Escuela/61.º Regimiento de Instrucción Aérea deja el regimiento el 16 de octubre de 1941, y se convirtió en la 61.º Escuela Mixta Experimental Superior. Trasladado a Blois en octubre de 1941 y a Senlis en 1942. El 16 de agosto de 1942 es redesignado como el 61.º Regimiento Aéreo.

## Comandantes
- Mayor Wilhelm Branning - (1 de abril de 1939 - 20 de mayo de 1940)

## Orden de Batalla
- 1939 – 1940: Stab, I. (1-5), 6., 7., Escuela.
- 1941 – 1942: Stab, I. (1-5), 7., II. (8-12).